# Achias celaenops
Achias celaenops är en tvåvingeart som beskrevs av Mcalpine 1994. Achias celaenops ingår i släktet Achias och familjen bredmunsflugor. Inga underarter finns listade i Catalogue of Life.